# Andrés Ríos
Andrés Lorenzo Ríos (Buenos Aires, 1º agosto 1989) è un calciatore argentino, attaccante del Colegiales.

## Caratteristiche tecniche
È un centravanti che può essere schierato come esterno offensivo.

## Carriera

### Nazionale
Nel 2009 con la nazionale Under-20 argentina ha disputato il campionato sudamericano di categoria, scendendo in campo in 5 occasioni senza andare a segno.

## Palmarès

### Club

#### Competizioni nazionali
- Campionato argentino: 2

River Plate: 2008 (C)
Racing Club: 2018-2019
- Campionato polacco: 1

Wisła Cracovia: 2010-2011
- Campionato argentino di seconda divisione: 1

River Plate: 2011-2012